# Leachkin
Leachkin is een dorp ongeveer 3 kilometer ten westen van Inverness in de Schotse lieutenancy Inverness in het raadsgebied Highland.